# 獺ケ通
獺ケ通（うすがどおり）は、新潟県新潟市南区の町字。郵便番号は950-1401。

## 概要
1977年（昭和52年）から現在の大字。信濃川左岸に位置する。もとは西酒屋一部。

### 隣接する町字
北から東回り順に、以下の町字と隣接する。
- 西酒屋
- 犬帰新田
- 東笠巻
- 鷲ノ木新田

※信濃川を挟んで江南区舞潟、和田、上和田、花ノ牧、酒屋町と隣接。

## 歴史
江戸時代には獺ケ通新田と称し、1640年（寛永17年）に開発された。大郷村の枝郷だったが後に分村。1877年（明治10年）に西酒屋村の一部となる。

### 年表
- 1977年（昭和52年） : 西酒屋から分立。
- 2005年（平成17年）3月21日 : 合併により新潟市の大字となる。
- 2007年（平成19年）4月1日 : 新潟市の政令指定都市移行により、南区の大字となる。

## 世帯数と人口
2018年（平成30年）1月31日現在の世帯数と人口は以下の通りである。
| 大字   | 世帯数 | 人口  |
| ------ | ------ | ----- |
| 獺ケ通 | 97世帯 | 273人 |

## 小・中学校の学区
市立小・中学校に通う場合、学区は以下の通りとなる。
| 番地 | 小学校             | 中学校               |
| ---- | ------------------ | -------------------- |
| 全域 | 新潟市立大鷲小学校 | 新潟市立白根北中学校 |